# Caeneressa ningyuena
Caeneressa ningyuena là một loài bướm đêm thuộc phân họ Arctiinae, họ Erebidae.